# Спеціальні служби Української Держави
Спеціальні служби Української Держави — спецслужби Гетьманату в 1918 році. У червні 1918 у складі 1-го генерал-квартирмейстерства реорганізованого Генштабу Збройних сил Української Держави запроваджено розвідувальний відділ. Відділ мав 3 частини: із ведення розвідки у балканських країнах та Туреччині; з організації розвідувальної роботи в Росії та на Кавказі; зі зв'язку з арміями союзних держав Четверного союзу. Планувалося розгорнути мережу «постійних особливих агентів за кордоном». Активна робота з розвідки та підготовки повстання проти Добровольчої армії А.Денікіна велася на Кубані з позицій дипломатичного представництва та ін. легальних установ. Розвідувальні осередки запроваджувалися при штабах армійських корпусів, дивізій, бригад. Ефективно діяла радіорозвідка, яка виявила дислокацію радянських військ «курського напряму» (див. Група військ Курського напряму). Достатні сили авіаційної розвідки мали армія та Чорноморський флот.
Як важливий канал здобуття розвідданих розглядалася військова дипломатія, органом керівництва якої був закордонний відділ Генштабу.

## Державна варта
18 травня 1918 гетьман П.Скоропадський затвердив Закон «Про зміну існуючих законів про міліцію та утворення Державної варти». Контррозвідувальні функції було віднесено до компетенції департаменту Державної варти Української Держави. Цією роботою займався «освідомчий відділ», на який покладалися попередження, відвернення й припинення злочинів проти державного ладу, протидія повстансько-підпільним рухам, збір інформації про політичну опозицію, профспілковий рух тощо. Основними інструментами оперативно-розшукової діяльності слугували агентурний апарат та зовнішнє спостереження («філери»).
Були утворені територіальні органи контррозвідки, які складалися з Київського освідомчого відділу, губернських, міських, повітових освідомчих відділів, органів контррозвідки на транспорті та у збройних силах. Органи безпеки на залізничному транспорті складалися з 6-ти районів залізничної варти. Для підтримки безпеки у прикордонній смузі запроваджувалися «прикордонні пункти» та «особливі спостережні пункти», які взаємодіяли з Окремим корпусом кордонної охорони. Для підготовки кадрів контррозвідки були відкриті школи підвищення кваліфікації начальників освідомчих відділів та їхніх помічників, школи підвищення кваліфікації фахівців, губернські початкові школи для оперативного складу.

## Особливий відділ
У структурі Особистого штабу гетьмана П.Скоропадського діяв Особливий відділ (Осібний за тогочасною орфографією), який мав збирати інформацію про змови та зловживання серед вищих урядовців, політичні партії та опозиційні рухи, небезпечні для держави процеси за кордоном, виконувати контрольно-інспекційні функції. До Особливого відділу входили відділення: юридичне (слідство, дізнання), інформаційне (інформаційно-аналітична робота, зовнішнє спостереження, агентурна робота). Розпорядження Особливого відділу були обов'язковими для правоохоронних органів, дипломатії, прикордонників. У губернії призначалися районні офіцери Особливого відділу.